# Nososticta koolpinyah
Nososticta koolpinyah – gatunek ważki z rodziny pióronogowatych (Platycnemididae).